# Urmia (jezioro)
Urmia (dawniej Rezaije) – bezodpływowe, słone jezioro położone w północno-zachodnim Iranie na Wyżynie Armeńskiej. Położone jest w tektonicznym zagłębieniu śródgórskim na wysokości 1275 m. Największe w tym kraju, o zmiennej powierzchni od 3,9 do 5,8 tysiąca km² i głębokości maksymalnej do 16 m. Wysokie zasolenie od 15% do 23%, na brzegach solniska. Występują liczne skaliste wysepki. W pobliżu zachodniego wybrzeża miasto Urmia.

Zmniejszanie się powierzchni jeziora, 1984–2014

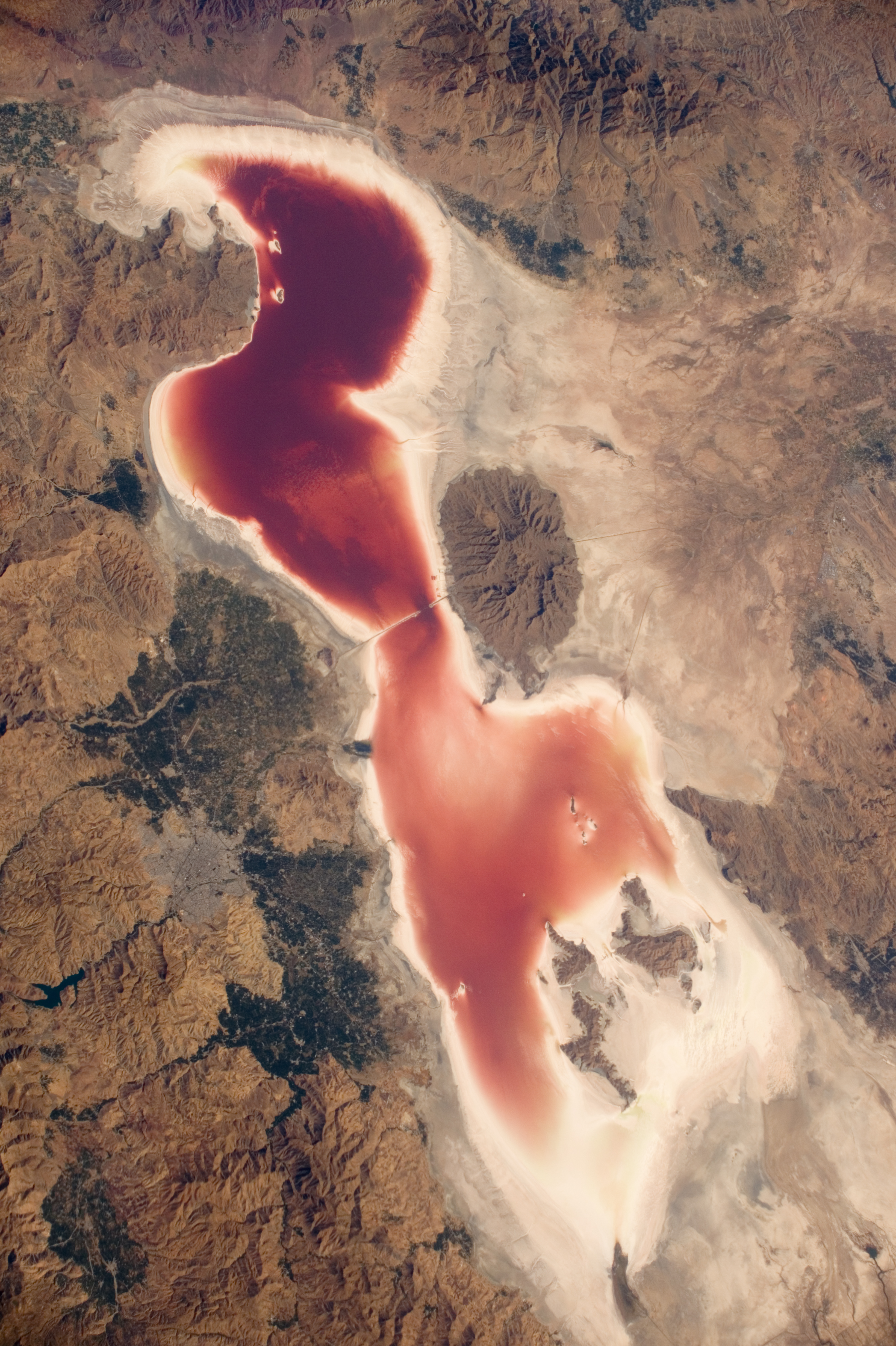
Zakwit mikroorganizmów barwiący jezioro na czerwono w 2016

Od lat 1970 jezioro zmniejsza swoją powierzchnię wskutek długotrwałej suszy i dużego poboru wody z zasilających je rzek. Zwiększające się zasolenie sprzyja zakwitom mikroorganizmów (glonów Dunaliella salina lub halobakterii), co sprawia, że okresowo jezioro zmienia barwę na czerwoną. Wiosną 2019 roku intensywne deszcze, najsilniejsze od 50 lat, podniosły poziom wody o 62 cm i zwiększyły powierzchnię jeziora do ok. 3000 km².

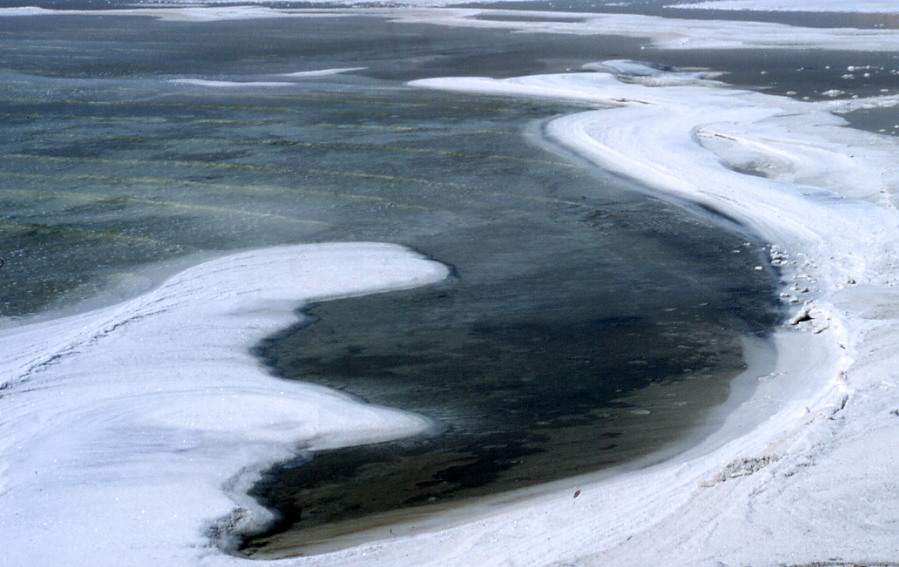
Brzeg jeziora pokryty solą